# Обесценение актива
Обесценение актива (англ. amortization) — снижение стоимости актива в связи с его владением (использованием), связанное со снижением его ценности. Убытки от обесценения — это сумма, на которую балансовая стоимость актива превышает его возмещаемую стоимость.

## Определение
Согласно IAS 36 актив обесценивается, если его балансовая стоимость превосходит возмещаемую стоимость. Где балансовая стоимость — это стоимость, по которой учитывается актив после вычета начисленных амортизационных отчислений (амортизации) и начисленных убытков от обесценения; возмещаемая стоимость актива — это справедливая стоимость (определяется на основе IFRS 13) за вычетом расходов на продажу или ценность использования в зависимости от того, которая из данных величин больше.
Согласно ФСБУ «Обесценение активов» обесценение актива — это снижение стоимости актива, превышающее плановое (нормальное) снижение его стоимости в связи с владением (использованием) таким активом (нормальным физическим и (или) моральным износом), связанное со снижением ценности актива.

## Признаки обесценения актива
Согласно ФСБУ «Обесценение активов» к признакам обесценения актива относятся:
- внешние признаки:

- существенные изменения в законодательстве, внешней и внутренней политике, экономике, технологиях, которые произошли в течение отчетного года или произойдут в ближайшем будущем и которые неблагоприятно влияют (окажут влияние) на деятельность субъекта учета;
- значительное снижение за отчетный год справедливой стоимости актива, учитываемого по справедливой стоимости, по сравнению со снижением справедливой стоимости актива в результате его эксплуатации или устаревания (нормального физического или морального износа);
- отсутствие либо значительное снижение потребности в продукции, работах, услугах, обеспечиваемых активом.

- внутренние признаки:

- моральное устаревание или физическое повреждение актива, снижающие его полезный потенциал;
- существенные долгосрочные изменения в степени или способе использования актива, которые произошли в течение отчетного периода или ожидаются в ближайшем будущем и которые неблагоприятно повлияют на деятельность субъекта учета (консервация (простой) актива, принятие решения о прекращении или реструктуризации деятельности субъекта учета, в которой используется актив; принятие решения о выбытии актива ранее ожидаемого срока владения или использования такого актива субъектом учета; принятие решения о существенном уменьшении срока полезного использования актива);
- принятие решения о приостановлении создания объекта имущества на неопределенный срок;
- значительное ухудшение экономических результатов использования актива, либо появление данных, указывающих, что экономические результаты использования актива ухудшатся по сравнению с ожиданиями (сокращение срока полезного использования актива, объема производства, обеспечиваемого активом, по сравнению с тем, что предполагалось первоначально; снижение запланированных результатов движения денежных средств, либо значительное увеличение запланированных убытков, возникающих от использования данного актива);
- резкое увеличение расходов субъекта учета на эксплуатацию или обслуживание актива по сравнению с тем, что было первоначально запланировано.